# Cosmina viridis
Cosmina viridis är en tvåvingeart som först beskrevs av Townsend 1917.  Cosmina viridis ingår i släktet Cosmina och familjen Rhiniidae. Inga underarter finns listade i Catalogue of Life.